# منطار العبل
منطار العبل قرية في ناحية جب الجراح التابعة لمنطقة المخرّم في محافظة حمص في سورية.